# Hussainia

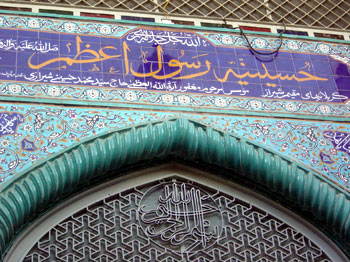
Una hussainia a Siraz.

Una hussainia (de l'àrab حسينية, ḥussayniyya), també dita ashurkhana (hindi: आशुरख़ाना, āshurkhānā) o imambara (hindi: इमामबाड़ा, imāmbāṛā), és una sala de congregació per a les cerimònies rituals xiïtes, especialment les relacionades amb la cerimònia del Recordatori de Muhàrram.